# Камінреаль
Камінреаль (ісп. Caminreal) — муніципалітет в Іспанії, у складі автономної спільноти Арагон, у провінції Теруель. Населення — 758 осіб (2010).
Муніципалітет розташований на відстані близько 210 км на схід від Мадрида, 60 км на північ від міста Теруель.
На території муніципалітету розташовані такі населені пункти: (дані про населення за 2010 рік)
- Камінреаль: 709 осіб
- Вільяльба-де-Лос-Моралес: 49 осіб

## Демографія
Динаміка населення (INE ):